# Danh sách quốc hoa
Quốc hoa là loài hoa biểu trưng cho một nước. Mỗi nước có những quy định về quốc hoa khác nhau.

## Danh sách quốc hoa

### Châu Á

#### Trung Quốc
Cộng hoà Nhân dân Trung Hoa không có quốc hoa chính thức. Đã có hai cuộc bầu chọn quốc hoa được tiến hành trong thập niên kỷ 80 của thế kỷ XX và một cuộc bầu chọn được tiến hành vào năm 1994 nhưng sau các cuộc bầu chọn này không có loài hoa nào được pháp luật quy định là quốc hoa của nước Cộng hoà Nhân dân Trung Hoa.

#### Nhật Bản
Nhiều người cho rằng quốc hoa của Nhật Bản là hoa anh đào, tuy nhiên về phương diện pháp luật thì Nhật Bản coi quốc hoa chính thức là hoa cúc. Chính phủ quốc gia Nhật Bản chưa bao giờ công nhận một quốc hoa chính thức, như với các biểu tượng khác như chim trĩ xanh, được một cơ quan phi chính phủ xem là chim quốc gia (quốc điểu) vào năm 1947. Năm 1999, quốc kỳ và quốc ca đã được chuẩn hóa theo luật.
Trong khi một hình vẽ cách điệu của một hoa cúc mâm xôi được sử dụng như là biểu tượng chính thức của hoàng gia (Hoàng gia huy Nhật Bản), biểu tượng này thường được in trên các cuốn hộ chiếu Nhật Bản. Hoa paulownia cũng được sử dụng bởi gia đình hoàng gia trong quá khứ, nhưng kể từ đó đã được Thủ tướng và chính phủ nói chung (Chính phủ Nhật Bản) sử dụng.

#### Việt Nam
Từng có một cuộc bầu chọn quốc hoa Việt Nam được tiến hành vào năm 2011 do Bộ Văn hóa, Thể thao và Du lịch Việt Nam chủ trì. Theo kết quả của cuộc bầu chọn này thì hoa sen là loài hoa được nhiều người bầu chọn làm quốc hoa của Việt Nam nhất nhưng sau cuộc bầu chọn không có văn bản pháp quy nào của Việt Nam được ban hành quy định hoa sen là quốc hoa của Việt Nam. Nhưng kể từ đó, hoa Sen vẫn được xem là quốc hoa của Việt Nam.

#### Các quốc gia Á châu khác
| Quốc gia          | Tên Tiếng Việt                   | Tên tiếng địa phương | Tên khoa học                                                |
| Ả Rập Xê Út       |                                  |                      |                                                             |
| Afghanistan       |                                  |                      |                                                             |
| Armenia           |                                  |                      |                                                             |
| Azerbaijan        |                                  |                      |                                                             |
| Ấn Độ             | Sen hồng                         | कमल                  | Nelumbo nucifera Gaertn.                                    |
| Bahrain           |                                  |                      |                                                             |
| Bangladesh        | Súng                             | সাদা শাপলা               | Nymphaea nouchali Burm.f.                                   |
| Bhutan            |                                  |                      |                                                             |
| Brunei            | Sổ bà hoa vàng                   | سيمڤوه اءير          | Dillenia suffruticosa (Griff ex Hook.f. & Thomson) Martelli |
| Campuchia         | Chùm đuông                       | រំដួល                  | Sphaerocoryne affinis (Teijsm. & Binn.) Ridl.               |
| Đài Loan          |                                  |                      |                                                             |
| Hàn Quốc          | Bụp hồng cận                     | 무궁화               | Hibiscus syriacus L.                                        |
| Hồng Kông         | Dương tử kinh                    | 洋紫荊               | Bauhinia blakeana S. T. Dunn                                |
| Indonesia         | Nhài, Lan mặt trăng,Hoa xác thối |                      |                                                             |
| Israel            | Anh thảo                         |                      |                                                             |
| Lào               | Đại                              |                      |                                                             |
| Malaysia          | Dâm bụt                          |                      |                                                             |
| Maldives          | Hoa hồng                         |                      |                                                             |
| Myanmar           | Giáng hương mắt chim             |                      |                                                             |
| Nepal             | Đỗ quyên                         |                      |                                                             |
| Nhật Bản          | Hoa cúc vàng                     |                      |                                                             |
| Pakistan          | Nhài                             |                      |                                                             |
| Philippines       | nhài Ả Rập                       |                      |                                                             |
| Sri Lanka         | Sen, Súng                        |                      |                                                             |
| Thái Lan          | Muồng hoàng yến                  |                      |                                                             |
| CHDCND Triều Tiên | Mộc lan                          |                      |                                                             |
| Trung Quốc        | Cúc mẫu đơn                      |                      |                                                             |
| Việt Nam          |                                  |                      |                                                             |

### Châu Phi
| Ai Cập     | Sen xanh Ai Cập, súng sen |
| Ethiopia   | Loa kèn sông Nin          |
| Tunisia    | Nhài                      |
| Madagascar | Phượng vĩ                 |
| Nam Phi    | King Protea               |
| Libya      | Hoa Lựu                   |
| Liberia    | Hồ tiêu                   |
| Lesotho    | Lô hội xoắn               |
| Namibia    | Welwitschia               |
| Zimbabwe   | Ngót nghẻo                |

### Châu Âu
| Albania               | Anh túc đỏ và Anh túc đen                                                                        |
| Anh Quốc              | Anh, Hồng Tudor · Wales, Thủy tiên trắng, Tỏi tây · Bắc Ireland, Thảo nhi · Scotland, Cỏ ba lá · |
| Ý                     | Hoa loa kèn                                                                                      |
| Estonia               | Trúc mai xanh                                                                                    |
| Áo                    | Hoa nhung tuyết                                                                                  |
| Hà Lan                | Tulip                                                                                            |
| Hy Lạp                | Violes, Tiên khách lai, Nguyệt quế                                                               |
| San Marino            | Chi Tiên khách lai                                                                               |
| Thụy Sĩ               | Hoa nhung tuyết                                                                                  |
| Thụy Điển             | Hoa đôi                                                                                          |
| Tây Ban Nha           | Cẩm chướng                                                                                       |
| Cộng hòa Séc          | Đoạn lá nhỏ                                                                                      |
| Slovakia              | Hoa hồng và Đoạn lá nhỏ                                                                          |
| Đan Mạch              | Súng                                                                                             |
| Đức                   | Trúc mai xanh                                                                                    |
| Thành Vatican         | Bách hợp                                                                                         |
| Hungary               | Tulip                                                                                            |
| Phần Lan              | Linh lan, Hoa hồng trắng                                                                         |
| Pháp                  | Hoa Diên Vĩ (Iris)                                                                               |
| Bulgaria              | Hồng                                                                                             |
| Bỉ                    | Anh túc đỏ                                                                                       |
| Ba Lan                | Anh túc đỏ                                                                                       |
| Bồ Đào Nha            | Thạch lựu, Oải hương và Cẩm tú cầu                                                               |
| Malta                 | Centaury Malta                                                                                   |
| Monaco                | Cẩm chướng                                                                                       |
| Latvia                | Cúc Oxeye                                                                                        |
| Litva                 | Vân hương                                                                                        |
| Liechtenstein         | Bách hợp vàng                                                                                    |
| Luxembourg            | Hồng                                                                                             |
| România               | Tầm xuân, Hoa nhung tuyết và Mẫu đơn Romania                                                     |
| Nga                   | Hướng dương, cúc La Mã                                                                           |
| Macedonia             | Anh túc, Thuốc lá, Lúa mì                                                                        |
| Belarus               | Cây lanh, Thanh cúc                                                                              |
| Ukraine               | Hướng dương, Kim ngân hoa                                                                        |
| Serbia                | Hoa mơ (mận), Tử đinh hương                                                                      |
| Slovenia              | Cẩm chướng                                                                                       |
| Bosnia và Herzegovina | Hoa Lyly Bosnia                                                                                  |
| Gibraltar             | Hoa thập tự Gibraltar                                                                            |
| Na Uy                 | Tai hùm                                                                                          |
| Iceland               | Dryas trắng                                                                                      |
| Quần đảo Faroe        | Vị kim đất ẩm                                                                                    |
| Croatia               | Diên vĩ tím (Diên vĩ Croatia), Degenia                                                           |

### Bắc Mỹ
| Hoa Kỳ               | Hồng                       |
| El Salvador          | Ngọc giá                   |
| Canada               | Phong                      |
| Cuba                 | Ngải tiên                  |
| Costa Rica           | Lan Guarianthe             |
| Jamaica              | Dũ sang                    |
| Cộng hòa Dominica    | Hoa hồng Bayahibe          |
| Trinidad và Tobago   | Chaconia                   |
| Nicaragua            | Hoa đại alba               |
| Haiti                | Dừa đại vương              |
| Panama               | Lan Thánh linh             |
| Barbados             | Kim phượng                 |
| Honduras             | Lan gia đình               |
| México               | Thược dược, hoa xương rồng |
| Belize               | Lan đen                    |
| Guatemala            | Lan Lycaste trắng          |
| Bermuda              | Cỏ mắt xanh                |
| Dominica             | Bois Kwaib                 |
| Saint Kitts và Nevis | Phượng vĩ                  |
| Bahamas              | Huỳnh liên                 |
| Antigua và Barbuda   | Thùa Karratto              |

### Nam Mỹ
| Argentina | Vông mồng gà                                                     |
| Uruguay   | Vông mồng gà                                                     |
| Ecuador   | Không công bố quốc hoa, bán chính thức là: Hoa hồng và Phong lan |
| Colombia  | Hoàng lan (Cát lan)                                              |
| Chile     | Hoa chuông Chile                                                 |
| Paraguay  | Lạc tiên                                                         |
| Brasil    | Kèn vàng Tabebuia alba                                           |
| Perú      | Cantuta                                                          |
| Bolivia   | Cantuta                                                          |
| Guyana    | Súng nia                                                         |

### Châu Đại Dương
| Úc                   | Keo               |
| New Zealand          | Kōwhai            |
| Fiji                 | Tagimaucia        |
| Quần đảo Cook        | Sơn chi taitensis |
| Polynesia thuộc Pháp | Sơn chi taitensis |
| Tonga                | Heilala           |